# In Liebe eine 1
In Liebe eine 1 ist eine US-amerikanische Komödie von Henry Koster aus dem Jahr 1963.

## Inhalt
Frank Michaelson, Jurist und Vorsitzender des Erziehungsausschusses seiner Stadt, steht kurz vor der Suspendierung. Grund sind drei mehr als peinliche Fotos, die ihn zeigen und die in amerikanischen Zeitungen abgedruckt wurden: Frank, der von Polizisten von einem Sitzstreik für sittengefährdende Schriften getragen wird; Frank, der von der Polizei aus einem Bordell geführt wird – die Prostituierte noch an seiner Schulter hängend; und Frank, der auf einem Nudistenball nur in Unterwäsche bekleidet von einem Dampfer in die Seine springt. Und so beginnt Frank, die Hintergründe der drei Bilder zu rekapitulieren.
Alles begann, als seine älteste Tochter Mollie nach ihrem High-School-Abschluss am College Malerei zu studieren beginnt. Nebenbei singt sie in einer Bar Folksongs und schickt ihrer Familie eine Schallplattenaufnahme eines ihrer Auftritte. Da hier ein Zuschauer zu hören ist, der laut „Ausziehen!“ ruft, geht mit Vater Frank die Fantasie durch und er reist Mollie hinterher: Das Töchterlein muss aus diesem Sündenpfuhl gerettet werden, das sich jedoch als vollkommen harmloses Plätzchen entpuppt. Den nächsten Tag verbringt das politisch engagierte Kind mit einem Sitzstreik gegen das Verbot der Bücher Henry Millers in der örtlichen Bibliothek. Von dem will Frank sie eigentlich nur abhalten, hat er doch am Vortag extra eines von Millers Büchern gelesen und war entsetzt. Frank jedoch wird als vermeintlich aggressiver Demonstrant verhaftet und sein Bild gelangt in die Zeitung. 
Mollie fliegt vom College und erhält kurz darauf ein Stipendium für ein Kunststudium an der Académie des nouveaux arts in Paris, was ihr von ihrem Verehrer Henri Bonnet organisiert wurde. Beide werden in Paris ein Paar, doch ein Gemälde Bonnets in einer Zeitschrift, das in Picasso’scher Manier Mollie mit fünf Brüsten zeigt, lässt Frank erneut das Schlimmste denken. Er begibt sich also nach Paris, findet Mollie nicht in ihrer Studentenwohnung vor und will sich anschließend nur per Telefon ein Taxi bestellen. Das nächste Telefon befindet sich in einem Bordell und prompt wird dort eine Razzia durchgeführt, die zu dem zweiten kompromittierenden Foto führt.
Auch das letzte Foto entsteht aus einer harmlosen Situation heraus. Mollie überredet ihren Vater, erst am nächsten Tag zurück nach Hause zu fahren, da am Abend eine Faschingsfeier auf einem Schiff stattfinden soll, wo Bonnet, der sie heiraten will, sie seinen aristokratischen Eltern vorstellen will. Vor allem die Mutter steht Mollie kritisch gegenüber, nachdem sie das Foto Franks in der Zeitung gesehen hat. Auf die Faschingsfeier geht Frank als Trapper. Vorher hat er die Nähte seines Kostüms mit einer heißen Klinge gegen Läuse behandelt, woraufhin sich sein Kostüm in den nächsten Stunden nach und nach auflöst, bis sich Frank auf der Flucht vor Fotografen, die ihn mit James Stewart verwechseln, in die Seine rettet.
Frank reist am nächsten Tag ab, da er erkennt, dass seine Tochter ihren Freund Henri Bonnet wirklich liebt und dieser Mollie auch gegen den Willen seiner Mutter heiraten würde. Tatsächlich heiraten beide noch am selben Tag. Die Suspendierung Franks wird nach seiner ausführlichen Schilderung der Umstände nicht umgesetzt, da sich noch im Beratungsraum die anwesenden Männer und Frauen über ihre halbwüchsigen Kinder zu beschweren beginnen. Frank denkt nun, dass er weiß, wie mit Pubertierenden umzugehen ist, und in Zukunft gelassener reagieren wird. Es zeigt sich jedoch schnell, dass er mit der jüngeren Tochter Liz die gleichen Probleme haben wird.

## Produktion
Nach der Komödie Mr. Hobbs macht Ferien aus dem Jahr 1962 war In Liebe eine 1 der zweite von drei Filmen, den James Stewart in kurzer Zeit unter der Regie von Henry Koster für die 20th Century Fox drehte. Wie die beiden anderen Komödien drehte sich auch In Liebe eine 1 um Stewart als Vater, der mit den Eskapaden seiner Kinder fertigwerden muss. Wie schon Mr. Hobbs macht Ferien setzte auch In Liebe eine 1 auf beliebte Teenie-Stars der Zeit, hier vor allem auf Sandra Dee. James Brolin gab in der Komödie sein Kinodebüt als einer der zahlreichen Verehrer der von Sandra Dee dargestellten Mollie.
In Liebe eine 1 basiert auf der Broadway-Produktion Take Her, She’s Mine von Phoebe und Henry Ephron, die mit Art Carney als gestresstem Vater 404 Mal aufgeführt wurde. Im Unterschied zum Film beinhaltet die Bühnenversion keine der Paris-Episoden, die auch im Film eher deplatziert wirken. 

„Der Drehbuchautor Nunnally Johnson war der erste, der zugab, daß das Hinzufügen der Pariser Schauplätze keinen Sinn machte […]:‚Es lief darauf hinaus, daß ich einen lausigen dritten Akt schreiben mußte … Die Franzosen wurden auch nicht schlauer daraus als die Amerikaner. Aber Zanuck war damals sehr international eingestellt, und er bestand darauf‘.“

Die Dreharbeiten fanden nicht in Paris statt, sondern in Studiokulissen, „wodurch der Film eine billige Note bekommt.“
Die Uraufführung fand am 13. November 1963 statt. In Westdeutschland lief der Film am 13. Januar 1964 in den Kinos an.
Der Film enthält eine Reihe von Insiderwitzen zu James Stewarts früheren Filmen. Anne Michaelson zitiert in Hinblick auf die Zukunft der gemeinsamen Tochter Mollie „Que Sera, Sera“, eine Anspielung auf den Hitchcock-Film Der Mann, der zuviel wußte. Frank Michaelson erwähnt, dass er sich im Hinblick auf die Eskapaden seiner Tochter so unter Spannung fühle, als hätte er „lauter Hitchcock-Krimis verschlungen“ – Stewart hatte zu dem Zeitpunkt mehrere Filme unter Hitchcocks Regie gedreht, so zum Beispiel Cocktail für eine Leiche (1948), Das Fenster zum Hof (1954) und Vertigo (1958). Auf dem Kostümball erscheint er in der Kleidung eines Trappers und gleicht damit seiner Rolle des Trappers Linus Rawlings im kurz vor In Liebe eine 1 erschienenen Western Das war der Wilde Westen, ebenfalls aus dem Jahr 1963.
Den ganzen Film über wird Frank Michaelson zudem mit verschiedenen Schauspielern verwechselt, so mit Gregory Peck, Charlie Chaplin (der wiederum für Clark Gable gehalten wird) und vor allem James Stewart bzw. dem Schauspieler aus Mr. Hobbs macht Ferien (Originaltitel 'Mr. Hobbs Takes a Vacation'). Bei der Verhaftung während des Sitzstreiks herrscht ihn zudem ein Polizist an, dass er „sonst immer im Film Wilder Westen spiele“ und jetzt einmal die Wirklichkeit kennenlerne – ein Verweis auf die zahlreichen Western, in denen James Stewart zu dem Zeitpunkt bereits die Hauptrolle gespielt hatte.

## Kritik
Das Lexikon des Internationalen Films bezeichnete In Liebe eine 1 als „amüsante US-Komödie, von der Idee her anspruchslos und gutmütig“. Gleichzeitig wäre der Film „durch das Spiel des Hauptdarstellers [James Stewart] aber einigermaßen spritzig.“ Andere Kritiker sahen in In Liebe eine 1 einen Film über „nette Leute mit glücklichen Problemen“, bezeichneten Sandra Dees Figur als „gräßlich vulgäre Kreatur“ und James Stewarts Part als „stumpfsinnige Rolle“, die er „so mechanisch [wie] eine Aufziehpuppe“ präsentiere.